# Compromiso en un monasterio
Compromiso en un monasterio (título original en ruso Обручение в монастыре) es una ópera con música de Serguéi Prokófiev, la sexta con número de opus.  El libreto, en ruso, se debe al compositor y Mira Mendelson (su compañera en momento posterior de su vida), basado en el libreto de Richard Brinsley Sheridan para la ópera de baladas de Thomas Linley el joven The Duenna.
Prokófiev empezó la obra en 1940, y estuvo ensayándose ese año, pero la Segunda Guerra Mundial detuvo la producción de la ópera.  El estreno se retrasó hasta el 3 de noviembre de 1946 en el Teatro Kírov de Leningrado con Borís Jaikin dirigiendo.

## Personajes
| Personaje                          | Tesitura     | Reparto del estreno 3 de noviembre de 1946, Leningrado (Director: Borís Jaikin) |
| ---------------------------------- | ------------ | ------------------------------------------------------------------------------- |
| Don Jerome                         | tenor        |                                                                                 |
| Don Ferdinand, hijo de Don Jerome  | barítono     |                                                                                 |
| Louisa, hija de Don Jerome         | soprano      |                                                                                 |
| La Duenna                          | mezzosoprano |                                                                                 |
| Don Antonio                        | tenor        |                                                                                 |
| Clara de Almanza                   | mezzosoprano |                                                                                 |
| Mendoza, un comerciante de pescado | bajo         |                                                                                 |
| Don Carlos, amigo de Mendoza       | barítono     |                                                                                 |
| Padre Augustin                     | bajo         |                                                                                 |
| Padre Elustaf                      | tenor        |                                                                                 |
| Padre Cartujo                      | bajo         |                                                                                 |
| Padre Benedictino                  | bajo         |                                                                                 |
| Lauretta                           | soprano      |                                                                                 |
| Rosina                             | soprano      |                                                                                 |
| Lopez                              | tenor        |                                                                                 |
| Pablo                              |              |                                                                                 |
| Pedro                              |              |                                                                                 |
| Miguel                             |              |                                                                                 |
| Tres enmascarados                  |              |                                                                                 |
| Dos hermanos legos                 |              |                                                                                 |